# كاريل رادا
كاريل رادا (بالتشيكية: Karel Rada)‏ هو لاعب كرة قدم تشيكي في مركز قلب الدفاع، ولد في 2 مارس 1971 في كارلوفي فاري في التشيك. شارك مع منتخب جمهورية التشيك لكرة القدم. أما مع النوادي، فقد لعب مع آينتراخت فرانكفورت وبوهيميانز 1905 ودوكلا براغ وسلافيا براغ وطرابزون سبور ونادي تيبليتسه ونادي سيغما أولوموتس.

## وصلات خارجية
- كاريل رادا على موقع الاتحاد الدولي (مؤرشف)  (الإنجليزية)
- كاريل رادا على موقع الاتحاد التشيكي (الإنجليزية)
- كاريل رادا على موقع اتحاد تركيا (لاعب) (الإنجليزية)
- كاريل رادا على موقع قاعدة بيانات كرة القدم.إي يو (الإنجليزية)
- كاريل رادا على موقع بيانات كرة القدم. دي إي (الألمانية)
- كاريل رادا على موقع ناشيونال فوتبول تيمز (الإنجليزية)
- كاريل رادا على موقع عالم كرة القدم.نت (الإنجليزية)